# Volcán Villarrica
Volcán Villarrica är en stratovulkan i Chile.   Den ligger i regionen Región de la Araucanía, i den södra delen av landet, 700 km söder om huvudstaden Santiago de Chile. Toppen på Volcán Villarrica är 2 827 meter över havet.
Terrängen runt Volcán Villarrica är kuperad åt nordväst, men åt sydost är den bergig. Volcán Villarrica är den högsta punkten i trakten. Närmaste större samhälle är Pucón, 15,4 km norr om Volcán Villarrica.
Trakten runt Volcán Villarrica är ofruktbar med lite eller ingen växtlighet. Runt Volcán Villarrica är det glesbefolkat, med 19 invånare per kvadratkilometer.